# Cetopsis coecutiens
Cetopsis coecutiens är en fiskart som först beskrevs av Lichtenstein, 1819.  Cetopsis coecutiens ingår i släktet Cetopsis och familjen Cetopsidae. Inga underarter finns listade i Catalogue of Life.